# Protocobitis typhlops
Protocobitis typhlops is een straalvinnige vissensoort uit de familie van de modderkruipers (Cobitidae). De wetenschappelijke naam van de soort is voor het eerst geldig gepubliceerd in 1993 door Yang, Chen & Lan.